# 鍋原站
鍋原站（日语：／ Nabera eki */?）是位於岐阜縣本巢市佐原字鍋原，樽見鐵道的樽見線車站。車站編號為「TR15」。

## 歷史
- 1989年（平成元年）3月25日 - 樽見線 神海站至樽見站之間開通，此站啟用[1]。

## 車站構造
樽見線在延長至樽見時新建的車站。車站構造比較簡單。
車站是一座地面車站，設有1面1線的單式月台。此站是無人車站，沒有車站大樓，月台側只有小型候車室。在車站啟用當初設有職員當值，但是現在經常沒有人當值。由於車站建於山林之間，因此附近的樹木比較茂密。在日間時間，車站環境也比較昏暗。

## 車站周邊
- 國道157號（日语：国道157号）
- 根尾川（日语：根尾川）
- 金坂峠
- 金福寺
- 金山溪谷
- 金原之蛇池
- 乙姬瀑布
- 圓勝寺

## 相鄰車站
樽見鐵道
樽見線
普通
高科（TR13）－鍋原（TR14）－日當（TR15）
上行尾班列車
通過

## 註腳
1. ↑  曾根悟（監修）. 朝日新聞出版分冊百科編集部（編集） , 编. . 週刊朝日百科. 26号 長良川鉄道・明知鉄道・樽見鉄道・三岐鉄道・伊勢鉄道. 朝日新聞出版. 2011-09-18 （日语）.